# Luquet
Luquet é uma comuna francesa na região administrativa de Occitânia, no departamento dos Altos Pirenéus. Estende-se por uma área de 8,17 km². Em 2010 a comuna tinha 401 habitantes (densidade: 49,1 hab./km²).